# Алмурадлы, Ровшан Азиз оглы
Ровшан Азиз оглы Алмурадлы (азерб. Rövşən Əziz oğlu Almuradlı; 19 апреля 1954, Баку — 2 апреля 2019) — азербайджанский режиссёр театра и кино, актёр, сценарист.

## Биография
В 1976 году окончил актёрский факультет Азербайджанского государственного института искусств имени М. А. Алиева, после чего служил актёром в театрах Азербайджанской ССР.
В 1987 окончил институт повышения квалификации при Министерстве культуры СССР (Москва) по специальности «режиссура драмы». Стажировался в Московском академическом театре Сатиры у народного артиста СССР В. Н. Плучека.
В 1987—1988 гг. — режиссёр-постановщик сумгаитского Театра им. Г. Араблинского, в 1988—1990 гг. — главный режиссёр Мингечаурского театра им. М. Давидовой. В 1990—2003 гг. работал режиссёром AZ.TV, Азербайджантелефильма. С 2005 г. — режиссёр-постановщик Академического Национального театра Азербайджана (Баку).

## Творчество

### Актёр
Шекинский Государственный драматический театр
- «Король Лир» Шекспира — Король Лир
- азерб. «Aydın» Джафара Джаббарлы
- азерб. «Adamın adamı» Анара
- азерб. «Kür qırağının meşələri» Акрама Айлисли — Касим

Фильмография
- 1991 — Газельхан

### Режиссёр
Спектакли, фильмы-спектакли (в театрах, на телевидении)
- 1987 — «Дервиш и смерть» М. Селимовича (Шекинский драматический театр)
- 1987 — «Первый день праздника» Назима Хикмета (Сумгаитский театр)
- 1988 — «Мельница» (Сумгаитский театр)
- 1988 — «Двое за закрытой дверью» В. Сергеева (Мингечаурский театр)
- 1989 — «День казни» Юсифа Самедоглу (Мингечаурский театр)
- 1994 — «Книга моей матери» (также сценарист)[2]
- 1995 — «Голос, оставшийся в горах»[2]
- 1996 — «Клеопатра» (также сценарист)[2]
- «Халиф на час»
- «Карьера»
- «Шестой этаж пятиэтажного дома»
- «Подвал»
- и многие другие.

Фильмография
1. 1989 — Нападение (азерб. Hücum) (Азербайджанфильм)[3]
2. 1995 — Ноша (азерб. Yük)
3. 1996 — Etnoqrafik etüdlər
4. 1996 — Свет весеннего сна
5. 1997 — Гобустан (азерб. Qobustan)
6. 1999 — Хватит! Не плачь!
7. 2009 — Джавад хан[4] (азерб. Cavad xan)